# Gyimesi Zoltán (sakkozó)
 Gyimesi Zoltán (Kecskemét, 1977. március 31. –) magyar sakkozó, sakkedző, nemzetközi nagymester, ötszörös korosztályos magyar bajnok, U20-as sakkvilágbajnokság 3. helyezett, Európai Unió bajnok, rapidsakk Európa-bajnok, magyar bajnok, magyar rapid és villámbajnok, több nemzetközi verseny győztese, négyszeres sakkolimpikon (1998, 2002-2006), a sakkolimpiai 2. és 5. helyezett csapat tagja, 2001-ben világbajnokjelölt.
1992-ben szerzett nemzetközi mesteri, 1996-ban nemzetközi nagymesteri címet.

## Sakk pályafutása
- 1991: 14 év alattiak Európa-bajnoksága 3. hely
- 1996: 20 év alattiak világbajnoksága 3. hely
- 1995, 1999, 2004, 2010: felnőtt magyar bajnokság 2. hely
- 1997: csapat Európa-bajnokság 4. hely
- 1998: olimpiai 9. hely
- 2001: csapat világbajnokság 5. hely, egyéni 3. hely, ezzel világbajnokjelölt[2]
- 2002: olimpiai 2. hely[3]
- 2002: Bled Open megnyerése 18 nagymester előtt 2770-es performance-szel
- 2005: felnőtt magyar bajnok, Európai Unió bajnok,[4] Rapidsakk Európa-bajnok
- 2006: olimpiai 5. hely
- 2007-08: magyar rapid- és villámsakkbajnok
- 2011: csapat Európa-bajnokság 3. hely

1996-2007 között hétszeres magyar csapatbajnok a Zalaegerszegi Csuti Antal sakk-klub versenyzőjeként. A sakkozástól visszavonult, 2012 július óta nem játszott FIDE által jegyzett játszmát. Jelenleg inaktív versenyzőként tartják nyilván.
Visszavonulásakor, 2012. júliusban érte el legmagasabb Élő-pontszámát, a 2674 pontot, amellyel a FIDE 2014. júliusi listáján a világranglista 73. helyezettje, és az 5. legmagasabb pontszámmal rendelkező magyar sakkozó.
A sakk mellett különböző logikai rejtvényfejtő versenyeken is nemzetközi szinten eredményes. 2005-ben logikai rejtvényfejtő magyar bajnok és világbajnoki 5. helyezett, 2006-ban sudoku magyar bajnok és világbajnoki 12. helyezett.
Felesége Medvegy Nóra női nemzetközi nagymester.

## Kitüntetései, díjai
- A Magyar Köztársasági Érdemrend lovagkeresztje  (2003)[9]
- Az év sportcsapata 3. hely (2002)[10][11]